# Karim Abdul
Karim Abdul (ur. 5 czerwca 1964) – afgański lekkoatleta, sprinter.
W 1987, podczas uniwersjady w Zagrzebiu, ustanowił (nieaktualny już) rekord kraju w biegu na 100 metrów.
Był przewidziany do występu (na 100 i 200 metrów) na mistrzostwach świata w Tokio (1991), jednak ostatecznie nie stanął na starcie.